# Cristina Lustemberg
Cristina Lustemberg, née à Juan Lacaze le 12 janvier 1966, est une pédiatre et femme politique uruguayenne, représentante et sénatrice, elle ministre de la Santé publique depuis le 1er mars 2025.
Membre du Front large et élue représentante en 2015, elle également fondatrice du mouvement progressiste PAR en 2018 et rallie El Abrazo en 2023. En 2024, elle est élue sénatrice.

## Biographie

### Famille et études
Née à Juan Lacaze le 12 janvier 1966, elle s'exile à Cuba entre ses huit et vingt ans, pendant la dictature militaire de l'Uruguay.
Elle obtient son diplôme de médecin en 1995 et de pédiatre en 2001. En santé publique, elle a travaillé dans le quartier de La Paloma à Cerro. Entre 2005 à 2011, elle travaille dans le secteur public en tant que responsable de l'Enfance et Adolescence de l'ASSE. 
Entre janvier 2012 à février 2015, elle a été coordinatrice du programme « L'Uruguay grandit avec vous » de la direction du Plan et du Budget de la présidence de la République. Elle a travaillé dans des projets liés à l'enfance et à l'adolescence.

### Vie privée
Le mari de Cristina Lustemberg est médecin. Le couple a trois filles.

## Parcours politique

### Représentante et sous-secrétaire à la Santé
Lors des élections d'octobre 2014, elle est élue représentante avec le Front large. Cependant, elle assume son mandat législatif mi-février et démissionne en mars, puisqu'elle est nommée Sous-secrétaire à la Santé dans le gouvernement de Tabaré Vázquez.
En 2017, elle démissionne et revient en tant que représentante, où elle reprend le siège occupé par son suppléant José Querejeta.

### Fondation du PAR et ralliement à El Abrazo
En février 2018, elle crée un nouveau mouvement au sein du Front large nommé PAR (Participer, articuler, redoubler), et qui se revendique féministe. Au-delà de l'accès aux droits des femmes, l'objectif du mouvement est de peser sur le programme de la coalition pour les élections de 2019.
Lors des élections générales de 2019, elle est réélue représentante avec le Front large et son mouvement du PAR.
En mars 2023, son mouvement du PAR décide de rejoindre la coalition El Abrazo, qui regroupe plusieurs petits mouvements de gauche féministes et écosocialiste.

### Élue sénatrice et nommée ministre de la Santé
Lors des élections sénatoriales d'octobre 2024, Cristina Lustemberg est placée en position éligible sur la liste du Front large au Sénat, au travers d'une alliance avec le MPP et Vertiente Artiguista,. Elle est élue le 27 octobre 2024.
Le 16 décembre 2024, elle est annoncée en tant que ministre de la Santé publique par le président élu Yamandú Orsi. Au Sénat, elle est remplacée par Patricia Kramer, une autrice et également militante du Front large depuis 2012, membre d'El Abrazo
Le 19 décembre, en tant que ministre de la Santé nommée, Cristina Lustemberg annonce vouloir une révision de la loi sur l'interruption volontaire de grossesse, avec un allongement des délais.